# Unabhängige Verlagsbuchhandlung Ackerstraße
Die Unabhängige Verlagsbuchhandlung Ackerstraße war ein Buchverlag in Berlin von 1990 bis 1993.

## Geschichte
Anfang 1990 gründeten die Verlagslektorin Dorothea Oehme und ihr Mann Matthias Oehme die Unabhängige Verlagsbuchhandlung Ackerstraße als einen der ersten neuen unabhängigen Verlage in der DDR. Sie bauten dafür ein Ladengeschäft in der Ackerstraße in Ost-Berlin zu einer Buchhandlung mit Café für etwa 250.000 DM um. Ende 1990 zogen sie in ein Gemeinschaftskulturzentrum in der Clara-Zetkin-Straße 90 (jetzt Dorotheenstraße), da das vorherige Geschäftsmodell wirtschaftlich nicht tragbar war.
1993 kaufte Matthias Oehme den Eulenspiegel-Verlag, woraufhin beide die Unabhängige Verlagsbuchhandlung Ackerstraße auflösten.

## Publikationen (Auswahl)
Die UVA veröffentlichte Bücher vor allem junger Autoren aus der vorherigen DDR sowie weiterer Dichter. Dazu wurde die Lyrikreihe Poet’s Corner (nach dem Vorbild des Poesiealbums von Dorothea Oehme), die Literaturzeitschrift Eselsohren, Ich. Die Psychozeitung (der Gemeinschaft zur Förderung der Psychoanalyse) und Handbücher für Computerlehrgänge herausgegeben.
- Dorothea Oehme (Hrsg.): Fluchtfreuden Bierdurst. Letzte Gedichte aus der DDR, 1990
- Frank Goyke, Andreas Sinakowski (Hrsg.): Jetzt wohin? Deutsche Literatur im deutschen Exil. Gespräche und Texte, 1990
- Peter Wawerzinek: Es war einmal … Parodien zur DDR-Literatur, 1990
- Peter Wawerzinek: Moppel Schappiks Tätowierungen, 1991
- Emily Dickinson: Eden ist nicht einsam. Gedichte, 1991, hrsg. v. Beate Hellbach
- Klaus Rek: Das Dichterleben des Ludwig Tieck, Biographie, 1991

- Thomas Bischoff: Das Kabinett der Familie, 1992
- Andreas Mand: Der Traum des Konditors, 1992
- Key Pankonin: Keynkampf, 1993

Poet’s Corner
- 1 Eduard Mörike, 1991, hrsg. Thomas Rosenlöcher
- 2 Li Tai-Peh, 1991
- 3 Elke Erb
- 4 Francesco Petrarca, 1991, übersetzt Gottfried August Bürger, hrsg. Peter Gosse
- 5 Quirinus Kuhlmann, 1991
- 6 Galaktion Tabidse
- 7 August Stramm, 1992, hrsg. Peter Brasch
- 8 Ossip Mandelstam, 1992
- 9 Papuscha [Bronisława Wajs], 1992, übersetzt und hrsg. Karin Wolff
- 10 Frank-Wolf Matthies, 1992
- 11 Lars Gustafsson, 1992, hrsg. Richard Pietraß
- 12 Friedrich Leopold Graf zu Stolberg, 1992, hrsg. Jürgen Israel
- 13 Gregor Kunz, 1992
- 14 Endre Kukorelly, 1992
- 15 Stefan George, 1992, hrsg. Thomas Böhme
- 16 Tadeusz Różewicz, 1993, hrsg. Henryk Bereska
- 17 Jörg Niebelschütz, 1993
- 18 Nikos Engonopoulos, 1993
- 19 Peter Gehrisch, 1993
- 20 Jacques Prévert, 1993
- 21 Aila Meriluoto, 1993